# Vista (Kalifornija)
Vista je grad u američkoj saveznoj državi Kalifornija. Prema procjeni stanovništva iz 2023. populacija Viste iznosila je 99.835 stanovnika.